# Walter Kerlinger
Walter Kerlinger OP (* vor 1345 in Erfurt; † 1373 ebenda) war Dominikaner und als Inquisitor tätig.

## Leben
Kerlinger stammte aus einer Erfurter Patrizierfamilie. Er ist 1345 als Lektor des Erfurter Dominikanerstudiums bezeugt. Am 27. Dezember 1349 wird er als Predigermönch der Dominikaner erwähnt. Von 1369 bis 1373 war er der zehnte Provinzial der Ordensprovinz Saxonia.
Am 11. Oktober 1364 ernannte ihn Papst Urban V. zum Inquisitor. Seine Tätigkeit richtete sich gegen die Bewegungen der Beginen und Flagellanten.
Unter Kerlinger wurden deren Häuser in Eisenach, Erfurt und Mühlhausen geschlossen. Die Bewohner unterlagen dem Bann, bis sie ihrer Ketzerei abschworen. In Erfurt lebten um 1368 zu Beginn der Verfolgung ca. 400 Beginen und Begarden. Von diesen taten 200 Buße und konnten in der Stadt bleiben, die übrigen mussten wegen des päpstlichen Bannes die Stadt verlassen. Je nach Quelle wurden einer oder zwei von ihnen wegen fortgesetzter Ketzerei verurteilt und auf dem Scheiterhaufen verbrannt.
Auch in Nordhausen kam es unter Kerlinger zu sieben Hinrichtungen.
Darüber hinaus war Kerlinger in den Disput um den Sachsenspiegel involviert. Der Augustiner-Eremit Johannes Klenkok hatte um 1369 eine Anklageschrift gegen vermeintlich kirchenrechtlich bedenkliche Artikel des Rechtsbuches unter dem Titel Dekadikon verfasst. Eine Ausfertigung des Dekadikon leitete Klenkok Kerlinger mit der Bitte um Prüfung zu. Walter Kerlinger leitete das Schreiben dem Magdeburger Rat zu, der sich daraufhin mit einem Sendschreiben öffentlich gegen Klenkoks Vorgehen wandte.